# Papuapsylla perplexa
Papuapsylla perplexa är en loppart som beskrevs av Mardon 1976. Papuapsylla perplexa ingår i släktet Papuapsylla och familjen Stivaliidae. Inga underarter finns listade i Catalogue of Life.